# Rivas (Nicaragua)
Rivas è un comune del Nicaragua, capoluogo del dipartimento omonimo.